# 알렉 마파

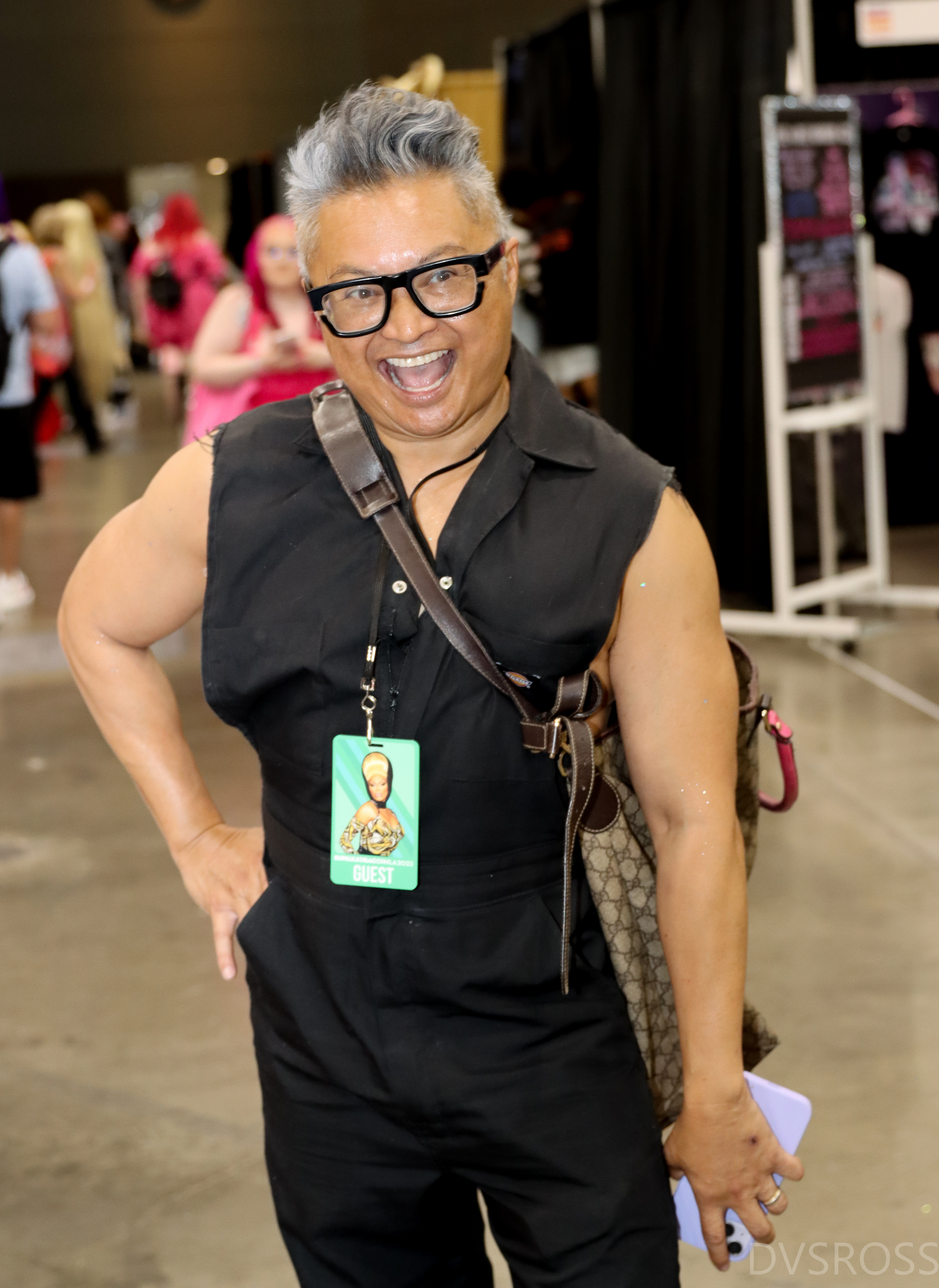
2023년 모습

앨릭 마파(Alec Mapa, 1965년 7월 10일 ~ )는 미국의 배우, 희극인,  작가이다.
샌프란시스코에서 태어났다.

## 출연 작품

### 영화
- 사랑 교체 (1988, A New Life)
- 재회의 거리 (1988)
- 파더스 메모리 (1996, The Substance of Fire)
- 플래닝 하트 (1998)
- 너의 아버지가 누구냐? (2003, Who's Your Daddy?)
- 코니와 칼라 (2004)
- Dirty Laundry (2006)
- Tru Loved (2008)
- 조한 (2008)
- 말리와 나 (2008)
- Going Down in LA-LA Land (2011)
- 샤페이의 멋진 모험 (2011) - 길 역
- Such Good People (2014)
- 칙 파이트 (2020) - 척 역

### 텔레비전
- 프렌즈 (1998)
- 위기의 주부들 (2005-07)
- 어글리 베티 (2007-10)
- 스위치드 앳 버스 (2014)

### 공연
- M. 버터플라이